# Aeroportul Mouila
Aeroportul Mouila (IATA: MJL, ICAO: FOGM) este un aeroport din Gabon ce deservește zona Mouila⁠(d). A fost numit după zona deservită.
Situat la o altitudine de 90 m, aeroportul dispune de o singură pistă.